# کارناک (برتانی)
کرنس (به فرانسوی: Carnac) یک کمون در کشور فرانسه است که در canton of Quiberon واقع شده‌است.

## خصوصیات
کرنس ۳۲٫۷۱ کیلومترمربع مساحت و ۴٬۴۴۴ نفر جمعیت دارد و ۱۶ متر بالاتر از سطح دریا واقع شده‌است.

## خواهرخوانده
شهرهای ایلرتیسن و La Clusaz خواهرخوانده‌های کرنس هستند.